# No Baggage
No Baggage (с англ. — «Нет багажа») — второй сольный студийный альбом Долорес О’Риордан, вокалистки группы The Cranberries. Релиз альбома состоялся 21 августа 2009 года в Ирландии, 24 августа 2009 года в большинстве стран мира и 25 августа в Северной Америке. Первый сингл «The Journey» появился 13 июля 2009 года на радиостанциях Северной Америки и 10 августа в Европе.

## Список композиций
Слова и музыка всех песен — написаны Долорес О'Риордан; музыка дорожек 6 и 9 написана в соавторстве с Дэном Бродбеком.
| №                   | Название                        | Длительность |
| ------------------- | ------------------------------- | ------------ |
| 1.                  | «Switch Off the Moment»         | 3:18         |
| 2.                  | «Skeleton»                      | 3:24         |
| 3.                  | «It's You»                      | 4:11         |
| 4.                  | «The Journey»                   | 3:52         |
| 5.                  | «Stupid»                        | 4:45         |
| 6.                  | «Be Careful»                    | 4:20         |
| 7.                  | «Apple of My Eye» (New Version) | 4:47         |
| 8.                  | «Throw Your Arms Around Me»     | 4:26         |
| 9.                  | «Fly Through»                   | 3:54         |
| 10.                 | «Lunatic»                       | 4:28         |
| 11.                 | «Tranquilizer»                  | 3:51         |
| Общая длительность: | Общая длительность:             | 45:16        |

## Участники записи
- Долорес О’Риордан — вокал, гитары, фортепиано;
- Дэн Бродбек — гитары, бас-гитара в «The Journey»;
- Денни Демарки — клавишные;
- Марко Мендоса — бас-гитара (кроме «The Journey»);
- Джер Фаррелл — ударные (кроме «Stupid»);
- Мэтт Грейди — диджериду;
- Стив Демарки — дополнительная гитара в «Stupid»;
- Кори Томпсон — ударные в «Stupid» и «Throw Your Arms Around Me».